# フリュート

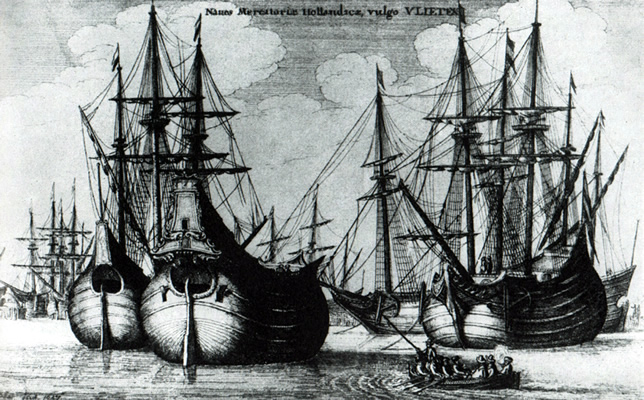
17世紀　オランダのフリュート

フリュート（英語: flute、フルート）またはフライト（オランダ語: fluit、英語: fluyt）とは、輸送用に設計された帆船のこと。
16世紀のオランダで、積載スペースとクルーの活動効率を最大限にし、海外での輸送を容易にするよう設計された。国際貿易の競争力強化のために長く使用され、17世紀から18世紀にはオランダ東インド会社でも使用された。フリュートはオランダ本国に限らず、広く人気を得ていた。

## 構造
標準的な大きさは、重さ200トンから300トン、長さ80フィート。船底に比して甲板が狭いセイヨウナシ形の船体を持ち、喫水線の上の狭いデッキには大きな貨物室を持っている。これはデンマークによってエーレスンド海峡で徴収される、メインデッキの面積に比例して高くなる税金への対策であった。2本または3本のマストに横帆が張られており、帆装形式はブリッグやシップ型であった。外観は初期のガレオン船によく似ていたが、より速度が出るようにガレオン船よりマストは非常に高くつくられた。
武装として12門から15門の砲門を持っていたが、それでもまだ不十分であり、海賊の格好の標的とされた。末期の標準的なフリュートは、積載スペースを最大にするために軍備を最小限にするか、あるいは完全に除いてしまって貨物を運ぶための滑車を設置していた。バルト海では、武装したフリュートが護衛船として用いられることもあった。